# John Joseph Boylan
John Joseph Boylan (* 7. Oktober 1889 in New York City, Vereinigte Staaten; † 19. Juli 1953 in Rhode Island) war ein US-amerikanischer Geistlicher und römisch-katholischer Bischof von Rockford. 

## Leben
John Joseph Boylan studierte am Priesterseminar St. Bernard in Rochester. Weihbischof Thomas Francis Doran spendete ihm am 28. Juli 1915 in Providence die Priesterweihe für das Bistum Des Moines.
Nach kurzer Tätigkeit als Kaplan ging er zu weiteren Studien an die Katholische Universität von Amerika in Washington, D.C. und das Päpstliche Athenaeum Sant’Anselmo in Rom, wo er zum Doctor theologiae promoviert wurde. Ab September 1918 lehrte er am Des Moines College. In dieser Zeit absolvierte er weitere Studien an der Iowa State University und der Harvard University und wurde zum Ph.D. promoviert. Ab 1923 war er für zwanzig Jahre Präsident seiner inzwischen in Dowling College umbenannten Hochschule.
Papst Pius XI. verlieh ihm 1933 den Ehrentitel Monsignore. Im Folgejahr ernannte ihn Bischof Gerald Thomas Bergan zusätzlich zu seinem Amt als Hochschulpräsident zum Generalvikar des Bistums Des Moines. 1941 ernannte ihn Papst Pius XII. in Würdigung seiner Verdienste um die katholische Bildung zum Apostolischen Protonotar.
Am 21. November 1942 ernannte ihn Papst Pius XII. zum Bischof von Rockford. Bischof Gerald Thomas Bergan spendete ihm am 17. Februar des folgenden Jahres die Bischofsweihe. Mitkonsekratoren waren Henry Patrick Rohlman, Bischof von Davenport, und Edmond Heelan, Bischof von Sioux City. Die Amtseinführung in der Kathedrale von Rockford fand eine Woche später statt.
Die Amtszeit Boylans war durch den Anstieg der Katholikenzahl und den dadurch notwendigen Ausbau der Seelsorge, des Schulsystems und der karitativen Einrichtungen geprägt. Durch den Zweiten Weltkrieg und den wirtschaftlichen Niedergang in den ersten Nachkriegsjahren hatte er dabei finanzielle Schwierigkeiten zu bewältigen. Nachdem er Ende 1952 einen größeren operativen Eingriff überstanden und sich scheinbar erholt hatte, starb er unerwartet während eines Besuchs bei seiner Familie in Rhode Island.